# Ferdinand Beneke

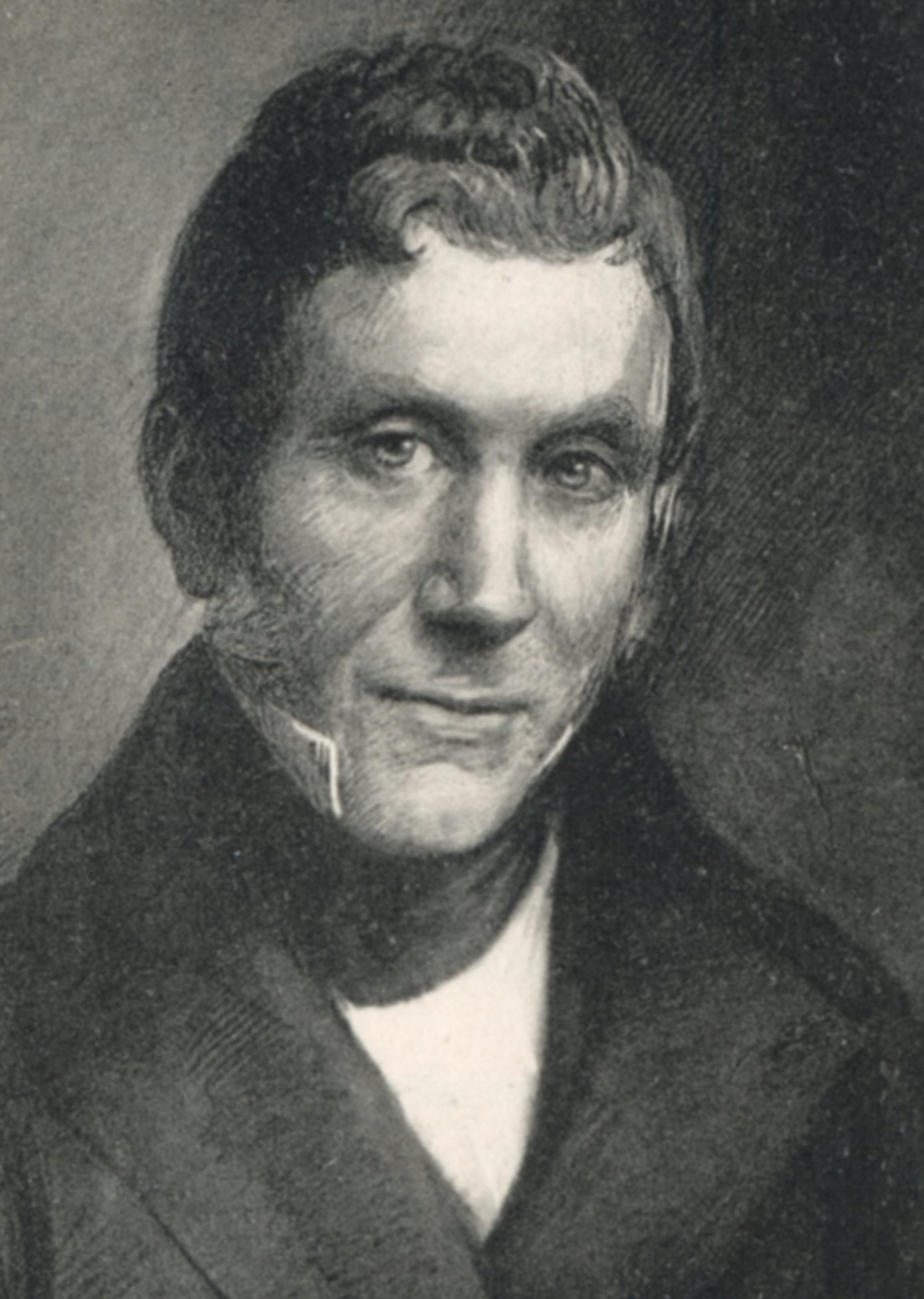
Ferdinand Beneke

Ferdinand Beneke, auch Ferdinand Benecke, (* 1. August 1774 in Bremen; † 1. März 1848 in Hamburg) war ein deutscher Jurist und Politiker. 

## Leben und Wirken
Ferdinand Beneke stammte aus einer in Bremen ansässigen Kaufmannsfamilie, deren Vermögen durch Spekulation im Amerikahandel aufgezehrt wurde. In Bremen besuchte er das Gymnasium und studierte dann Rechtswissenschaften und Kameralistik an der Universität Rinteln und der Universität Halle.
Nach seiner Studienzeit war er von 1793 bis 1795 Referendar der Provinzialregierung im Fürstentum Minden im preußischen Dienst.
Nach der Promotion in Göttingen zum Dr. jur. nahm Beneke in Hamburg eine Tätigkeit als Rechtsanwalt auf. 1797 wurde er Hamburger Bürger und 1798 Richter am Niedergericht. Durch seine berufliche Tätigkeit als Anwalt und Richter sowie durch sein Engagement in der Patriotischen Gesellschaft und im Bereich der Armen- und Schulpflege erwarb er sich Ansehen und war auch als Senator im Gespräch.
Im Zuge des Kampfes gegen die Truppen Napoleons nahm Beneke mit der Bürgerwehr im März 1813 an der Befreiung Hamburgs teil. Dabei arbeitete er eng mit Friedrich Christoph Perthes zusammen. Im Zuge der zeitweiligen Rückeroberung Hamburgs durch die französischen Truppen wurde von ihm, Perthes und dem Lübecker Syndicus Carl Georg Curtius das Hanseatische Directorium als Hamburger Exilregierung gebildet. Er war 1813 beteiligt an Reformplänen zur Hamburger Verfassung.
1816 stieg Beneke zum Oberaltensekretär (eine Art Syndicus) und Konsulent (in etwa Geschäftsführer) in der Hamburger Bürgerschaft auf. Durch das Amt, das er bis 1848 ausübte, hatte er erhebliche Einflussmöglichkeiten in der Politik.
Beneke und der Bremer Senator und Bürgermeister (ab 1822) Johann Smidt (1773–1857) pflegten als Schulfreunde enge persönliche und berufliche Kontakte, die durch 433 Briefe dokumentiert sind. Ihr gemeinsames Bestreben richtete sich auf den Erhalt der Selbstständigkeit der beiden Städte, nicht nur als freie Städte in der Zeit der französischen Machtansprüche und im Deutschen Bund, sondern auch als Freie Hansestädte. Hamburg betonte seinen Status als „freye Stadt“ vergleichsweise wie damals auch Frankfurt am Main mit dem Zusatz „und Hansestadt“. Beneke war ein begeisterter Anhänger der Hanse. Es gelang beiden aber nicht, eine Art neuen „HansaBund“ zu begründen; den Widerstand in Hamburg konnte Beneke nicht überwinden und so schrieb er 1816 resigierend an Smidt von der „Isolierungssucht“ Hamburgs und von dem „großhansestädtischen Gehabe“, ohne die Hanse der drei Städte als Legitimation ihrer Unabhängigkeit wieder zu beleben:

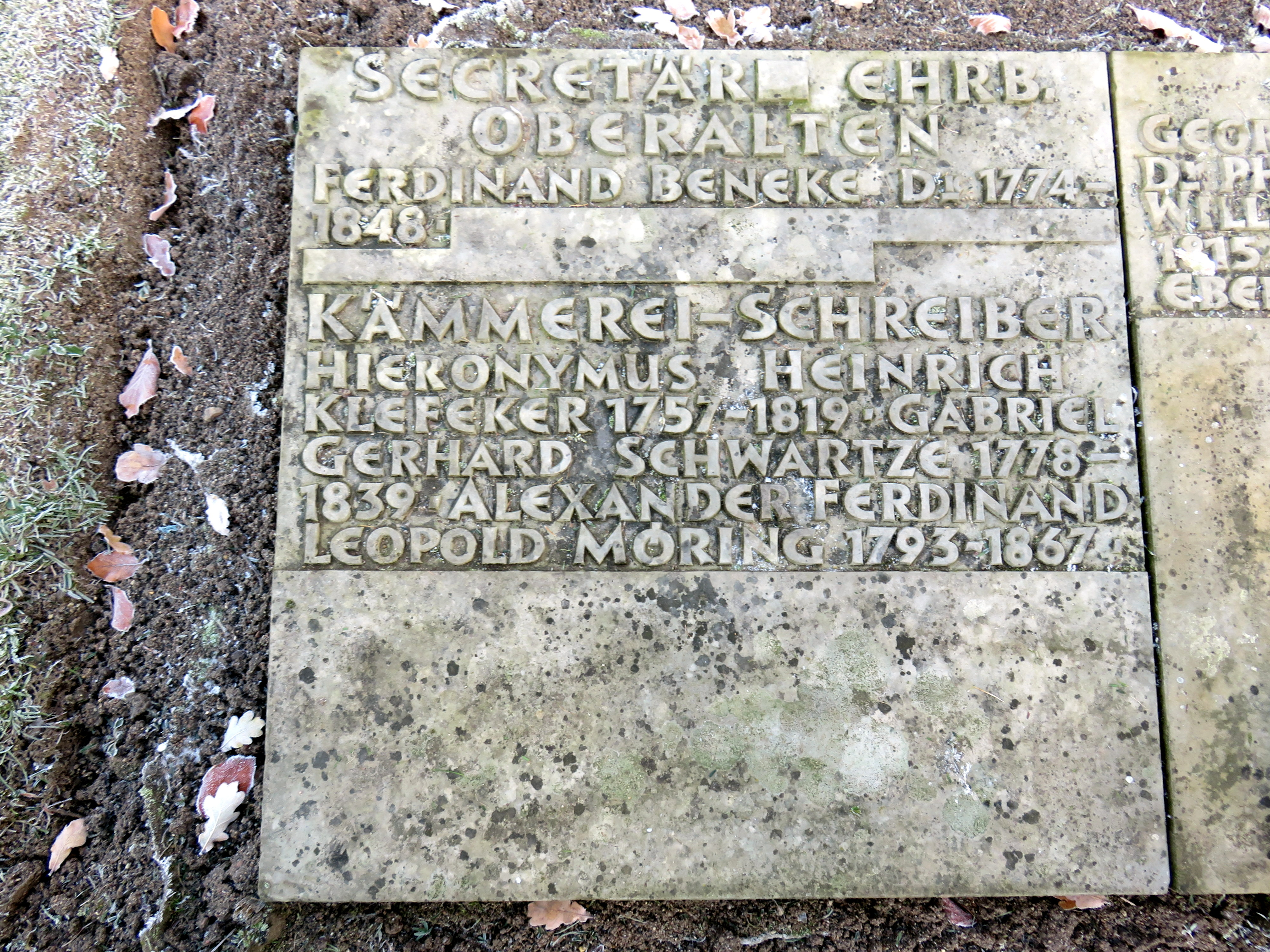
Ferdinand Beneke auf dem Sammelgrabmal Secretair Ehrb. Oberalten

„Die Hamburger werden schwerlich eher auf den Deutschen Bund aufmerksam werden, bis dieser sie bei Gelegenheit selbst einmal auf seine empfindliche Weise an seine Existenz erinnert und aus ihren Sündenschlafe aufweckt. Ich glaube kaum, daß irgendein Exgenosse des Rheinischen Bundes, selbst der König von Württemberg nicht ausgenommen, so wenig Sinn für ein deutsches Gemeinwesen gezeigt hat als der hamburger Senat.“
Beneke betätigte sich auch literarisch. Von 1792 bis zu seinem Tode im Jahr 1848 schrieb er ein Tagebuch, welches sich im Hamburger Staatsarchiv befindet und ein wichtiges Zeugnis der politischen, sozialen und literarischen Entwicklung sowie des Alltags in Deutschland von der Napoleonischen Zeit bis zum Vormärz darstellt.
Beneke hatte sechs Kinder. Sein Sohn Otto Beneke (1812–1891) war Vorsteher des Senatsarchivs in Hamburg.
Auf dem Sammelgrabmal Secretair Ehrb. Oberalten im Bereich des Althamburgischen Gedächtnisfriedhofs, Friedhof Ohlsdorf, wird an Ferdinand Beneke erinnert.

## Schriften
- Theses inaugurales, loco dissertationis inauguralis cum orbe eruditio mox communicandae. Grape, Gottingae 1795. (Diss.)
- Ein paar Worte über die neuerrichtete Schule vor dem Dammthor: An die Bewohner und Garten-Besitzer der Dammthor-Gegend, von einigen ihrer Mitbürger in Hamburg. Schniebes, Hamburg 1799.
- Erneuerte Kirchen- und Gemeinde-Verfassung der Portugiesischen Juden zu Hamburg. Nestler, Hamburg 1812.
- Die Stimme eines Hanseaten an die für Europa's Ruhe und für Deutschlands Rettung verbundenen Mächte. [S.l.] 1813.
- Heer-Geräth für die hanseatische Legion. [S.l.] 1813.
- Jungfer-Nichten-Brief an Mademoselle Marie Ziemssen, abzugeben bey Herrn Matthias Puttfarken in Oßwarder. Mit einem Vorwort von Otto Beneke (1847). Gesellschaft der Bibliophilen, Hamburg, 1927.
- Jungfer-Nichten-Briefe aus Hamburg. Gesammelt von Ferdinand Beneke 1805. Christians, Hamburg 1974.

Tagebücher
- Die Tagebücher. Hrsg. von Frank Hatje u. a.[7]

I: Die Tagebücher 1792 bis 1801. Wallstein-Verlag, Göttingen 2012, ISBN 978-3-8353-0878-7.
[Abt.] 1, 1; Tagebücher 1792 bis 1795
[Abt.] 1, 2; Tagebücher 1796 bis 1798
[Abt.] 1, 3; Tagebücher 1799 bis 1801
[Abt.] 1, 4; Beilagen 1792 bis 1801
[Abt.] 1, 5; Begleitband; „Bürger und Revolutionen“
II: Die Tagebücher 1802 bis 1810. Wallstein Verlag, Göttingen 2019, ISBN 978-3-8353-0911-1.
[Abt.] 2, 1; Tagebücher 1802 bis 1804
[Abt.] 2, 2; Tagebücher 1805 bis 1807
[Abt.] 2, 3; Tagebücher 1808 bis 1810
[Abt.] 2, 4; Beilagen 1802 bis 1805
[Abt.] 2, 5; Beilagen 1806 und 1807
[Abt.] 2, 6; Beilagen 1808 bis 1810
[Abt.] 2; Begleitband 1; Zeitleiste und Anhänge
[Abt.] 2; Begleitband 2; „Krieg und Frieden“
III: Die Tagebücher 1811 bis 1816. Wallstein Verlag, Göttingen 2016, ISBN 978-3-8353-0912-8.
[Abt.] 3, 1; Tagebücher 1811 bis 1813
[Abt.] 3, 2; Tagebücher 1814 bis 1816
[Abt.] 3, 3; Beilagen 1811 und 1812
[Abt.] 3, 4; Beilagen 1813
[Abt.] 3, 5; Beilagen 1814
[Abt.] 3, 6; Beilagen 1815 und 1816
[Abt.] 3, 7; Begleitband; „Leben und Ansichten“
IV Die Tagebücher IV 1817 bis 1830. Wallstein Verlag, Göttingen 2025, ISBN 978-3-8353-0913-5.